# Лещина китайская
Лещина китайская (лат. Corylus chinensis) — вид листопадных деревьев рода Лещина (Corylus) семейства Берёзовые (Betulaceae).

## Распространение и экология
В природе ареал вида охватывает Китай (провинции Ганьсу, Гуйчжоу, Хубэй, Шэньси, Сычуань, Юньнань).
Произрастает в горных лесах, около 2000 м над уровнем моря.

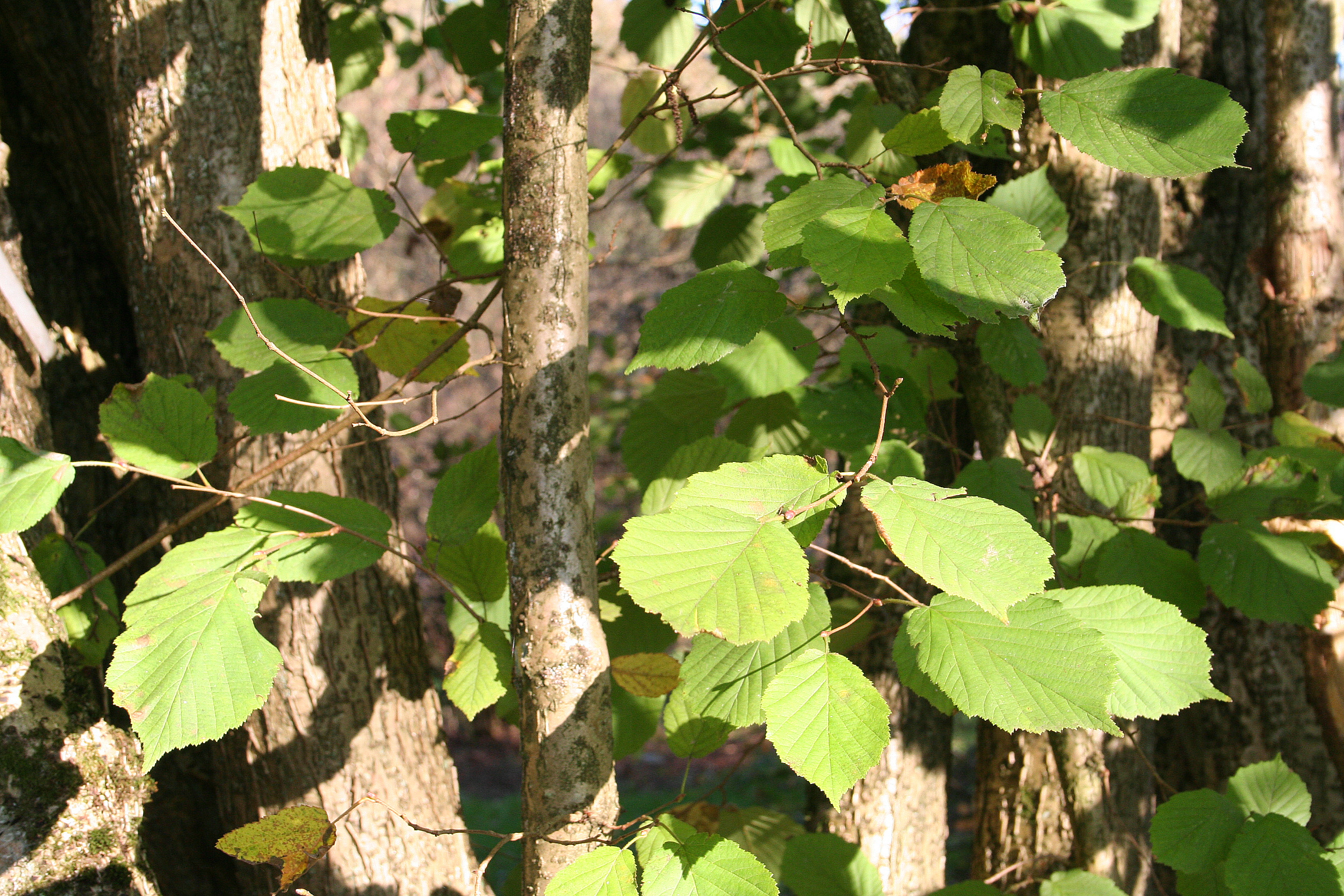
Листья

## Ботаническое описание
Дерево достигающее высоты 36 м. Молодые побеги щетинисто-волосистые.
Листья широко- или продолговато-овальные, крупные, длиной до 18 см, шириной 11 см, в основании сердцевидные и сильно неравнобокие, заострённые, некрупно удвоенно-зубчатые, сверху ярко-зелёные и голые, снизу более бледные, на щетинисто-опушённых черешках длиной 6—20 мм.
Плоды — орехи, собраны по 4—6 вместе. Обёртка сильно бороздчатая, стянутая над орехом и выше рассечённая на вильчато раздвоенные доли, с острыми зубчатыми, серповидно изогнутыми дольками.
Очень близок к лещине древовидной (Corylus colurna L.).

## Таксономия
Вид Лещина китайская входит в род Лещина (Corylus) подсемейства Лещиновые (Coryloideae) семейства Берёзовые (Betulaceae) порядка Букоцветные (Fagales).
|  |                                      |  |                                                             |                                                             |                     |  | ещё 7 семейств (согласно Системе APG II) | ещё 7 семейств (согласно Системе APG II)                   |                                                            |  |  |  | ещё 3 рода   | ещё 3 рода           |  |  |
|  |                                      |  |                                                             |                                                             |                     |  | ещё 7 семейств (согласно Системе APG II) | ещё 7 семейств (согласно Системе APG II)                   |                                                            |  |  |  | ещё 3 рода   | ещё 3 рода           |  |  |
|  |                                      |  |                                                             | порядок Букоцветные                                         |                     |  |                                          |                                                            | подсемейство Лещиновые                                     |  |  |  |              | вид Лещина китайская |  |  |
|  |                                      |  |                                                             | порядок Букоцветные                                         |                     |  |                                          |                                                            | подсемейство Лещиновые                                     |  |  |  |              | вид Лещина китайская |  |  |
|  | отдел Цветковые, или Покрытосеменные |  |                                                             |                                                             | семейство Берёзовые |  |                                          |                                                            | род Лещина                                                 |  |  |  |              |                      |  |  |
|  | отдел Цветковые, или Покрытосеменные |  |                                                             |                                                             |                     |  |                                          |                                                            |                                                            |  |  |  |              |                      |  |  |
|  |                                      |  | ещё 44 порядка цветковых растений (согласно Системе APG II) | ещё 44 порядка цветковых растений (согласно Системе APG II) |                     |  |                                          | ещё одно подсемейство, Берёзовые (согласно Системе APG II) | ещё одно подсемейство, Берёзовые (согласно Системе APG II) |  |  |  | ещё 16 видов |                      |  |  |
|  |                                      |  |                                                             | ещё 44 порядка цветковых растений (согласно Системе APG II) |                     |  |                                          |                                                            | ещё одно подсемейство, Берёзовые (согласно Системе APG II) |  |  |  |              |                      |  |  |